# レイモン・アンパニ
レイモン・アンパニ（Raymond Impanis、1925年10月19日 - 2010年12月31日）は、ベルギーの自転車競技（ロードレース）選手。

## 来歴
1950年代に一線級のロードレース選手として、ワンデイ、ステージの区分問わず活躍した。1954年に、モニュメントと称される5つのクラシックレースのうちの2つで、例年2週続けて行われているロンド・ファン・フラーンデレン（同年4月4日実施）とパリ〜ルーベ（同年4月11日実施）を連勝した。
後に、出身地であるカンペンハウトの名誉市民の称号が与えられた。

## 主な戦績
1947年
- ツール・ド・フランス 総合6位、区間1勝(第19)

1948年
- ツール・ド・フランス 総合10位、区間2勝(第9、10)

1949年
- ドワルス・ドール・フラーンデレン 優勝

1950年
- ツール・ド・フランス 総合8位

1951年
- ドワルス・ドール・フラーンデレン 優勝

1952年
- ヘント〜ウェヴェルヘム 優勝

1953年
- ヘント〜ウェヴェルヘム 優勝

1954年
- パリ〜ルーベ 優勝
- ロンド・ファン・フラーンデレン 優勝
- パリ〜ニース 総合優勝

1956年
- ブエルタ・ア・エスパーニャ 総合3位

1957年
- フレッシュ・ワロンヌ 優勝
- ジロ・デ・イタリア 総合7位

1960年
- パリ〜ニース 総合優勝